# Teletext

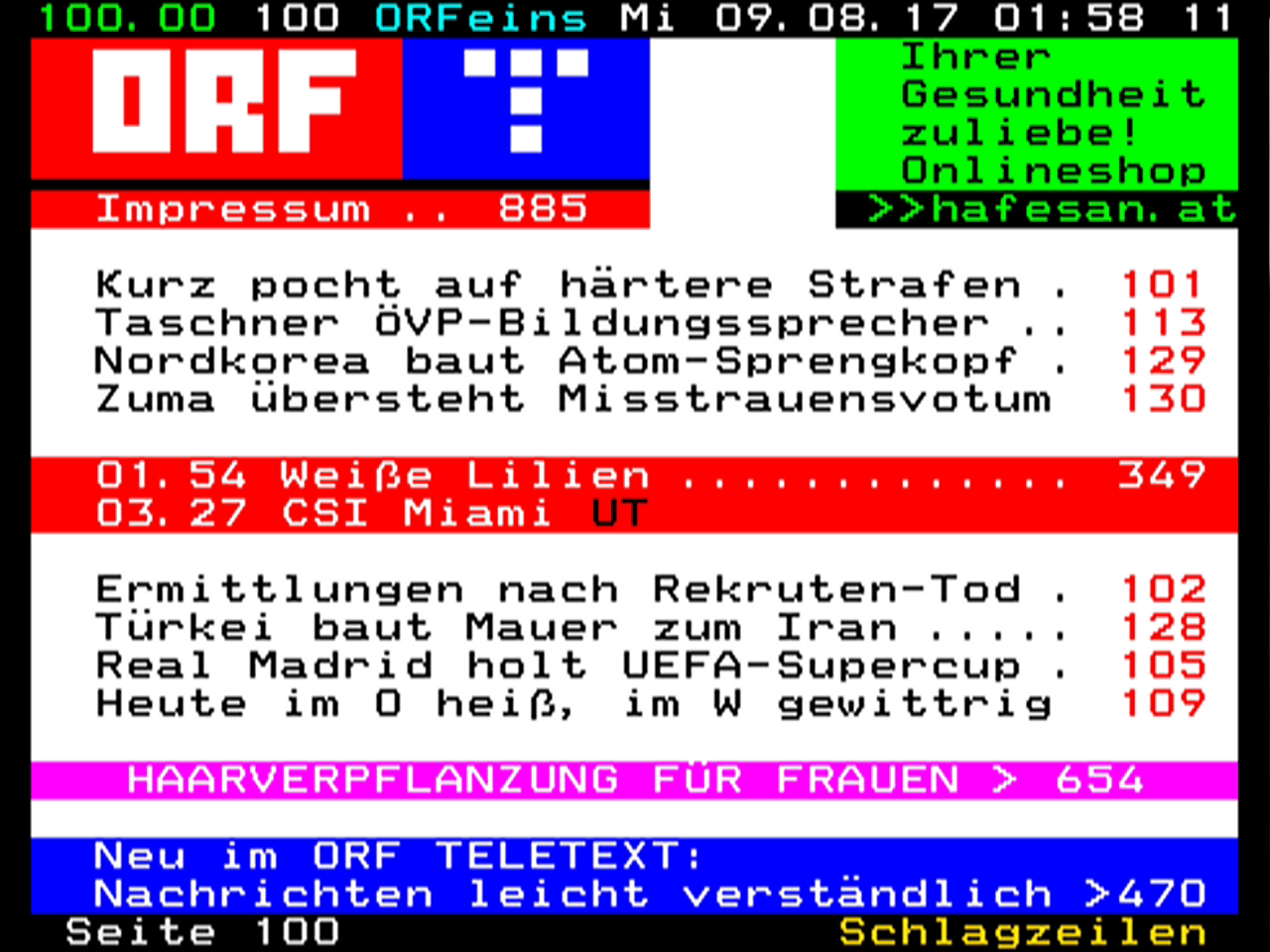
Teletext rakouské televize ORF.

Teletext je přenos textových informací prostřednictvím televizního signálu. Vznikl v roce 1970 ve Velké Británii. V Československu se objevil poprvé v roce 1988.
V běžném analogovém televizním vysílání se za sekundu vysílá 50 půlsnímků (norma platná v Evropě). Mezi těmito půlsnímky zbývá čas pro odeslání teletextových informací, které obvykle obsahují zpravodajství, televizní program, reklamu a jiný obsah.

## Vysílání Teletextu

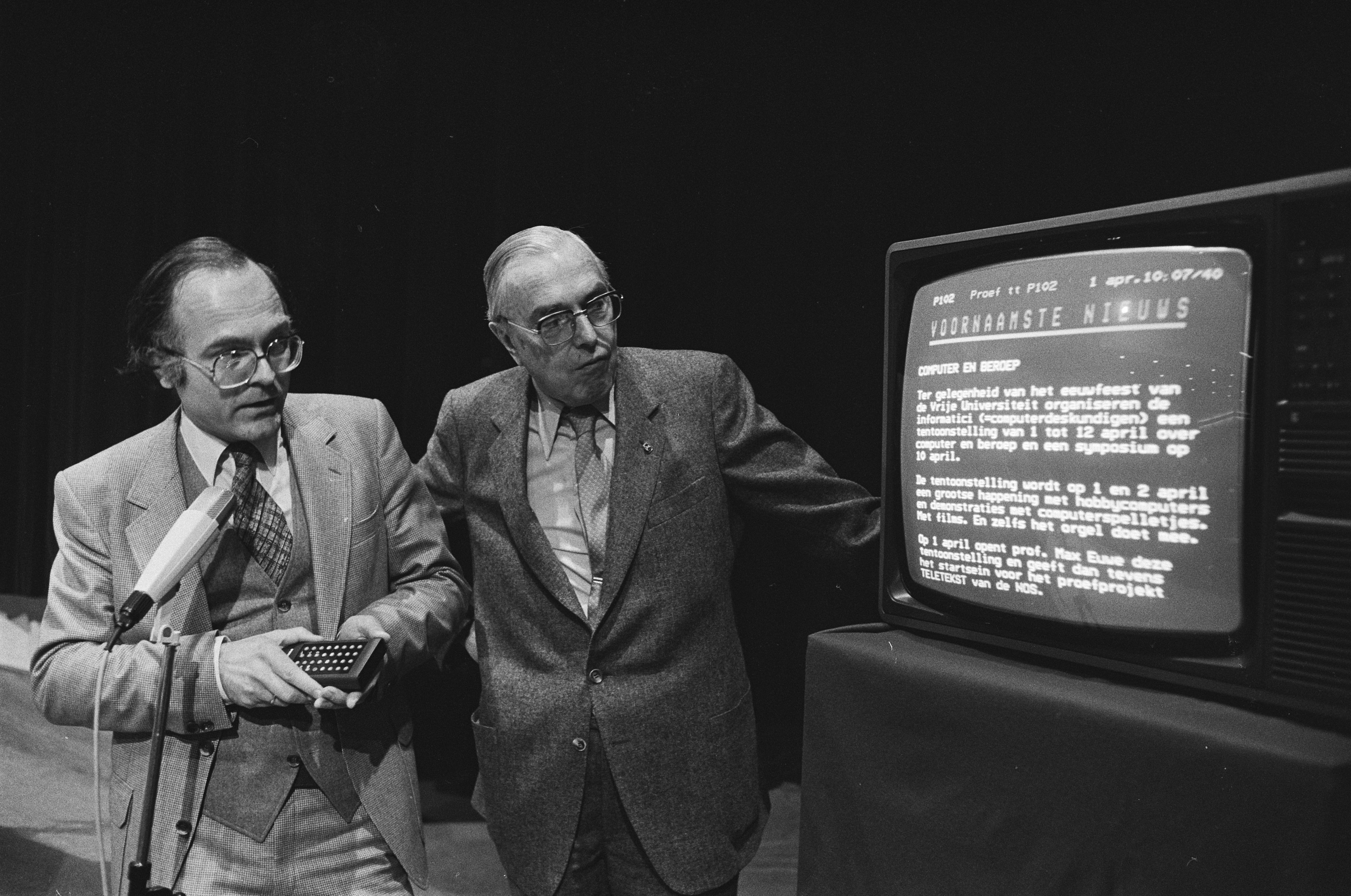
Začátek teletextového vysílání v Amsterdamu, 1980

Pro vysílání teletextu se používají zatemněné řádky 19 a 20 lichého půlsnímku a 332 a 333 sudého půlsnímku. Teletext se nevysílá spojitě, ale přerušovaně pomocí datových bloků, kterým se říká pakety. Vysílají se vlastně číslicové signály, z nichž část slouží jako řídící informace pro teletextový dekodér televize a větší část tvoří adresy, kterým odpovídají jednotlivé alfanumerické znaky, které jsou uloženy v teletextové paměti ROM. Délka jedné teletextové řádky odpovídá délce televizního řádku. Vše řídí teletextový procesor.
V Česku měl v roce 2016 teletext České televize 1 milion unikátních uživatelů měsíčně. Nejčastěji jej sledují kvůli sportovním výsledkům. V roce 2020 se hovořilo o desítkách tisíc lidí, mezi nimi i bývalý prezident Miloš Zeman.

## Teletextový obraz
Teletextový obraz tvoří 25 řádků (0–24), z nichž každý obsahuje 40 znaků. Sto teletextových stránek se nazývá soubor, někdy také magazín. Vysílat lze až 8 souborů, každý po 100 stranách. Současně se těmito 40 znaky teletextového řádku  přenáší ještě dalších 5, které slouží k řízení funkce teletextového dekodéru. Rychlost přenosu tedy odpovídá přenosu 45 osmibitových slabik. Tím získáme 360 bitů během jednoho TV řádku. Slabika pro jeden znak je 8bitová, obsahuje však jeden paritní bit což znamená, že pro samotný znak je vyhrazeno 7 bitů. Pomocí 7 bitů jsme schopni rozlišit 127 znaků. Načtené strany (i soubory) se ukládají do paměti RAM, aby uživatel mohl pohodlně přepínat strany bez čekání. Moderní televizory jsou schopny uchovat v paměti všechny strany a magazíny.

## Teletextové bloky
Jak již bylo řečeno, informace se přenáší po 45 Bajtech = v jednom teletextovém bloku. Máme dva typy bloků. Úvodní a řádkový.

### Úvodní teletextový blok
Je prvním řádkem teletextové stránky. Jednotlivé bajty označujeme písmenem X.
- X1, X2 – Synchronizační bajty pro oscilátor procesoru. Přenáší se binární kód o 1010101010101010
- X3 – Identifikační bajt, který musí být stejný jako ten v procesoru (11100100)
- X4 – Číslo magazínu (souboru)
- X5 – Číslo řádku
- X6, X7 – Číslo stránky
- X8–X11 – Čas vydání stránky
- X12, X13 – Kontrolní řídící bajt pro procesor
- X14–X37 – Kódy alfanumerický znaků
- X38–X45 – Průběžný čas (HH:MM:SS)
- Bajty X4–X13 jsou zabezpečeny Hammingovým kódem (H(8,4)), díky kterému se může jedna případná chyba opravit.

### Řádkový teletextový blok
Zbylých 23 řádků, ve kterých se přenáší vizuální textová, nebo grafická informace. Jeden blok = jeden řádek.
- X1, X2 – Synchronizační bajt pro oscilátor procesoru (1010101010101010)
- X3 – Identifikační bajt pro procesor (11100100)
- X4, X5 – Číslo magazínu a stránky (opět zabezpečeno Hammingovým kódem)
- X6–X45 – Kódy znaků, které jsou zabezpečeny paritním bitem, který může detekovat chybu, nedokáže ji však opravit

## Grafický mód
Teletextový procesor se může přepnout do grafického módu. Poté vykresluje podle přenesených bitů obraz.
| b0 | b1 |
| b2 | b3 |
| b4 | b6 |

Ten bit, který obsahuje logickou 1, svítí. Bit b5 obsahuje logickou 1 pokaždé, b7 je paritním bitem.

## Ukončení vysílání
Mnohé světové televizní stanice vysílání teletextu ukončily – CNN tak učinila v roce 2006, BBC pak v roce 2012. V Česku se naopak s ukončením vysílání teletextu nepočítá ani vzhledem k přechodu na nový vysílací formát DVB-T2 v roce 2020. Česká televize chce vysílání kvůli relativně vysokému zájmu udržet i nadále.
Ke dni 23. října 2020 ukončila televize Prima vysílání teletextu v pozemním digitálním vysílání. V listopadu 2020 bylo ukončeno vysílání teletextu na stanicích skupiny Nova, žádná česká komerční stanice tak od té doby teletext nevysílá, jedinou televizí, která teletext vysílá, je veřejnoprávní ČT.

## Videotext
Videotext je obdoba teletextu, avšak oproti této technologii je zde možnost obousměrné komunikace. Takže například britská královna Alžběta II. přes něj v roce 1976 poslala dopis. Pokud chtěl uživatel využívat videotext, musel být připojen kabelem k televizi nebo přes telefonní linku.